# Walzerbahn

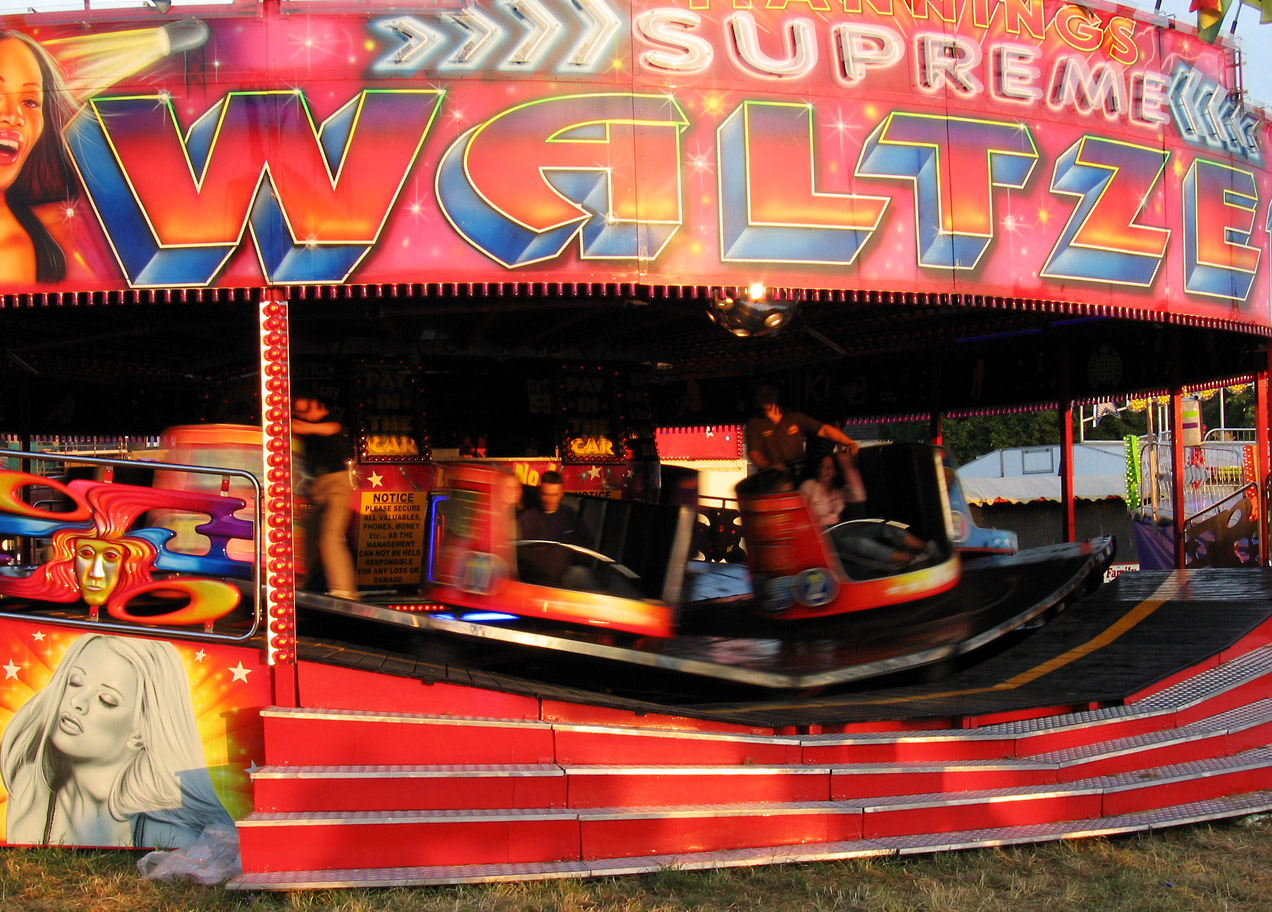
Eine englische Walzerbahn

Die Walzerbahn oder Walzerfahrt ist ein klassisches, in Deutschland nicht mehr gebautes Fahrgeschäft, eine Variante der Berg- und Talbahn. Die an Auslegern einer mehrgeteilten Drehscheibe exzentrisch angebrachten Gondeln, für zwei oder bis zu vier Personen, drehen sich um ihre eigene Achse, während sie sich über verschiedene Erhebungen bewegen.
Die meisten Anlagen dieser Art sind aus einer Kombination von Holz und Stahl erbaut. Die wenigen in Deutschland noch reisenden Walzerbahnen wurden größtenteils in den 1970er Jahren erbaut. Besonders die Deutschen Hersteller Mack Rides aus Waldkirch und die Firma Zierer bauten die Walzerfahrten. Noch seltener sind diese Fahrgeschäfte in deutschen Freizeitparks zu finden. Neben dem Erlebnispark Tripsdrill betrieb der Panorama-Park bis 2007 eine solche Anlage.
In Amerika sind Walzerbahnen sehr verbreitet und meist auf Carnivals zu finden, den amerikanischen Jahrmärkten. Auch in England sind ca. 150 Walzerfahrten auf der Reise und auch häufig auf den Amusement Piers der Küstenbäder zu finden. Englisch werden sie Waltzer genannt.
Folgende Walzerfahrten reisen aktuell in Deutschland:
- Holiday Star (Exner)
- Rendezvous (Hermesmeyer)
- Viva Mexico (Nülken)
- Walzerfahrt (Wollenschläger)
- Walzerfahrt (Nachtigall)[1]
- Walzerfahrt (Nülken-Vorlop)
- Walzerfahrt (Schuster & Sohn)[1]
- Walzerfahrt (Walz)[1]
- Würfelbahn (F. Hildebrandt)[1]